# Liste der österreichischen 20-Schilling-Kursmünzen
Von 1980 bis 2001 stellte das Österreichische Hauptmünzamt 20-Schilling-Kursmünzen her. Ab dem 1. März 2002 war keine Verwendung mehr zum Nennwert möglich, da der Euro in Österreich eingeführt wurde. Die Münzen sind jedoch ohne Begrenzung zum Nennwert eintauschbar.

## Übersicht der 20-Schilling-Kursmünzen

### Unterschiedliche Wertseiten der 20-Schilling-Ausgaben
Für die Kursmünzen waren, bis auf die Jahreszahl, für alle Ausgaben nur zwei verschiedene Designs für die Wertseite in Gebrauch.

### Übersicht der einzelnen Ausgaben
Im Folgenden findet sich eine Übersicht über die geprägten Exemplare der 20-Schilling-Münze.
| Material: 92 % Kupfer, 2 % Nickel, 6 % Aluminium – Münzdurchmesser: 27,7 mm – Stückgewicht: 8 g Rand: bis 1991: glatt mit acht paarweisen, vertieften Punkten und ein Mal drei vertiefte Punkte (also insgesamt 19 Punkte), ab 1992: glatt ohne Punkte |                                               |                                              |                    |                                                           |                                                                         |                                                   |                  |
| Abbildung | Abbildung                                     | Anlass ggf. Erläuterung der Darstellung      | Ausgabe- datum     | Entwurf der Bildseite                                     | Geprägte Auflage                                                        | Geprägte Auflage                                  | Geprägte Auflage |
| Wertseite | Bildseite                                     | Anlass ggf. Erläuterung der Darstellung      | Ausgabe- datum     | Entwurf der Bildseite                                     | stgl                                                                    | PP                                                |                  |
| |                                               | Männergruppe, Neun Bundesländer              | 10. Dezember 1980  | Helmut Zobl                                               | 1980: 9.851.500 1981: 499.500 1991: 140.000 1992: 100.000 1993: 180.000 | 1980: 48.000 1981: 49.000 1991: 0 1992: 0 1993: 0 |                  |
| |                                               | 250. Geburtstag von Joseph Haydn, Burgenland | 27. April 1982     | Thomas Pesendorfer                                        | 1982: 3.100.000 1991: 140.000 1992: 100.000 1993: 180.000               | 1982: 50.000 1991: 0 1992: 0 1993: 0              |                  |
| | Burg Hochosterwitz, Kärnten                   | 15. März 1983                                | Kurt Bodlak        | 1983: 1.002.000 1991: 140.000 1992: 100.000 1993: 180.000 | 1983: 65.000 1991: 0 1992: 0 1993: 0                                    |                                                   |                  |
| | Schloss Grafenegg, Niederösterreich           | 20. März 1984                                | Josef Kaiser       | 1984: 1.203.000 1991: 140.000 1992: 100.000 1993: 180.000 | 1984: 65.000 1991: 0 1992: 0 1993: 0                                    |                                                   |                  |
| | 200 Jahre Diözese Linz, Oberösterreich        | 19. März 1985                                | Josef Fösleitner   | 1985: 814.000 1991: 140.000 1992: 100.000 1993: 180.000   | 1985: 45.000 1991: 0 1992: 0 1993: 0                                    |                                                   |                  |
| | 800 Jahre Georgenberger Handfeste, Steiermark | 20. März 1986                                | Josef Fösleitner   | 1986: 801.000 1991: 140.000 1992: 100.000 1993: 180.000   | 1986: 42.000 1991: 0 1992: 0 1993: 0                                    |                                                   |                  |
| | Erzbischof Johann Ernst Graf Thun Salzburg    | 17. März 1987                                | Josef Kaiser       | 1987: 508.000 1991: 140.000 1992: 100.000 1993: 180.000   | 1987: 42.000 1991: 0 1992: 0 1993: 0                                    |                                                   |                  |
| | Gefürstete Grafschaft Tirol                   | 6. Juni 1989                                 | Thomas Pesendorfer | 1989: 252.000 1991: 140.000 1992: 100.000 1993: 180.000   | 1989: 38.000 1991: 0 1992: 0 1993: 0                                    |                                                   |                  |
| | Martinsturm in Bregenz, Vorarlberg            | 22. Mai 1990                                 | Herbert Wähner     | 1990: 250.000 1991: 140.000 1992: 100.000 1993: 180.000   | 1990: 35.000 1991: 0 1992: 0 1993: 0                                    |                                                   |                  |
| | Franz Grillparzer, Wien                       | 15. Jänner 1991                              | Alfred Zierler     | 1991: 610.000 1992: 100.000 1993: 180.000                 | 1991: 27.000 1992: 0 1993: 0                                            |                                                   |                  |
| | 800 Jahre Münze Wien                          | 16. Februar 1994                             | Thomas Pesendorfer | 2.012.000                                                 | 25.000                                                                  |                                                   |                  |
| | 1000 Jahre Krems                              | 2. März 1995                                 | Christa Reiter     | 2.000.000                                                 | 27.000                                                                  |                                                   |                  |
| | Anton Bruckner                                | 28. Februar 1996                             | Christa Reiter     | 1.510.000                                                 | 25.000                                                                  |                                                   |                  |
| | 850 Jahre Stephansdom                         | 26. Februar 1997                             | Thomas Pesendorfer | 700.000                                                   | 25.000                                                                  |                                                   |                  |
| | 500. Todestag Michael Pacher                  | 4. März 1998                                 | Herbert Wähner     | 200.000                                                   | 25.000                                                                  |                                                   |                  |
| | Hugo von Hofmannsthal                         | 4. März 1999                                 | Herbert Wähner     | 400.000                                                   | 50.000                                                                  |                                                   |                  |
| | 150 Jahre österreichische Briefmarke          | 17. Februar 2000                             | Helmut Andexlinger | 410.000                                                   | 75.000                                                                  |                                                   |                  |
| | 200. Geburtstag von Johann Nestroy            | 14. Februar 2001                             | Herbert Wähner     | 225.000                                                   | 75.000                                                                  |                                                   |                  |